# Federación Internacional de Hockey

Federación Internacional de Hockey.

La Federación Internacional de Hockey (FIH) es la organización que se dedica a regular las normas del hockey sobre césped y hockey de sala a nivel internacional, así como de organizar competiciones internacionales.
Tiene su sede en Lausana (Suiza) y cuenta en 2007 con la afiliación de 121 federaciones nacionales. El actual presidente es Tayyab Ikram de Macao.
La FIH fue fundada el 7 de enero de 1924 en París por representantes de siete federaciones nacionales europeas: Austria, Bélgica, Checoslovaquia, España, Francia, Hungría y Suiza.
La Clasificación Mundial de la FIH ordena a las selecciones nacionales de hockey sobre césped según sus resultados en los Juegos Olímpicos, el Campeonato Mundial, la Hockey Pro League y los campeonatos continentales.

## Organización
La estructura jerárquica de la federación está conformada por el presidente, el secretario general y los vicepresidentes, el Congreso (efectuado cada dos años), el cuerpo ejecutivo y los comités técnicos.

### Presidentes
| N.º | Periodo         | Nombre                  | País         |
| --- | --------------- | ----------------------- | ------------ |
| 1   | 1924 – 1926     | Paul Léautey            | Francia      |
| 2   | 1926 – 1932     | Frantz Reichel          | Francia      |
| 3   | 1932 – 1936     | Marcel Bellin du Coteau | Francia      |
| 4   | 1936 – 1945     | Georg Evers             | Alemania     |
| 5   | 1945 – 1946     | Robert Liégeois*        | Bélgica      |
| 6   | 1946 – 1966     | Quarles van Ufford      | Países Bajos |
| 7   | 1966 – 1983     | René Franck             | Bélgica      |
| 8   | 1983 – 1996     | Étienne Glichitch       | Francia      |
| 9   | 1996 – 2001     | Juan Ángel Calzado      | España       |
| 10  | 2001 – 2008     | Els van Breda Vriesman  | Países Bajos |
| 11  | 2008 – 2018     | Leandro Negre           | España       |
| 12  | 2019 – 2022     | Narinder Batra          | India        |
| 13  | 2022 – presente | Tayyab Ikram            | Macao        |

- (*) - Presidente interino

### Federaciones continentales
En 2016 la FIH cuenta con la afiliación de 138 federaciones nacionales repartidas en 5 federaciones continentales:
| Nombre                            | Siglas | Sede                    | N.º fed. | Pág. web |
| --------------------------------- | ------ | ----------------------- | -------- | -------- |
| Federación Africana de Hockey     | (AHF)  | Acra ( Ghana)           | 25       |          |
| Federación Panamericana de Hockey | (PAHF) | Ottawa · ( Canadá)      | 30       |          |
| Federación Asiática de Hockey     | (AHF)  | Kuala Lumpur ( Malasia) | 33       |          |
| Federación Europea de Hockey      | (EHF)  | Bruselas · ( Bélgica)   | 45       |          |
| Federación de Hockey de Oceanía   | (OHF)  | Tusmore ( Australia)    | 9        |          |

### Federaciones nacionales
| África (AHF) | América (PAHF) | Asia (AHF) | Europa (EHF) | Oceanía (OHF) |
| --- | --- | --- | --- | --- |
| Argelia · Botsuana · Burkina Faso · Burundi · Camerún · Costa de Marfil · Egipto · Ghana · Gambia · Kenia · Libia · Mauricio · Malaui · Marruecos · Namibia · Nigeria · Seychelles · Sierra Leona · Suazilandia · Sudáfrica · Sudán · Tanzania · Togo · Uganda · Zambia · Zimbabue | Argentina · Bahamas · Barbados · Bermudas · Bolivia · Brasil · Islas Caimán · Canadá · Chile · Colombia · Costa Rica · Cuba · República Dominicana · Ecuador · El Salvador · Estados Unidos · Guatemala · Guyana · Haití · Honduras · Jamaica · México · Nicaragua · Panamá · Paraguay · Perú · Puerto Rico < · Trinidad y Tobago · Uruguay · Venezuela | Afganistán · Arabia Saudita · Bangladés · Brunéi · Camboya · China · Corea del Sur · Corea del Norte · Emiratos Árabes Unidos · Filipinas · Hong Kong · India · Indonesia · Irán · Japón · Kazajistán · Macao · Malasia · Birmania · Mongolia · Nepal · Omán · Pakistán · Singapur · Sri Lanka · Tailandia · China Taipéi · Catar · Timor Oriental · Tayikistán · Turkmenistán · Uzbekistán · Vietnam | Alemania · Armenia · Austria · Azerbaiyán · Bélgica · Bielorrusia · Bulgaria · Chipre · Croacia · Dinamarca · Escocia · Eslovaquia · Eslovenia · España · Estonia · Finlandia · Francia · Gales · Georgia · Gibraltar · Grecia · Hungría · Inglaterra · Irlanda · Israel · Italia · Letonia · Lituania · Luxemburgo · Malta · Moldavia · Macedonia del Norte · Noruega · Países Bajos · Polonia · Portugal · República Checa · Rumania · Rusia · Serbia · Suecia · Suiza · Turquía · Ucrania | Australia · Fiyi · Nueva Zelanda · Papúa Nueva Guinea · Islas Salomón · Samoa · Samoa Americana · Tonga · Vanuatu · |

## Eventos FIH
- Copa Mundial de Hockey Masculino
- Copa Mundial de Hockey Femenino
- Hockey sobre césped en los Juegos Olímpicos en cooperación con el Comité Olímpico Internacional
- Hockey Pro League
- Copa de Naciones de Hockey sobre césped
- Copa Mundial Junior de Hockey
- Copa Mundial Junior de Hockey Femenino
- Hockey sobre hierba en los Juegos Olímpicos de la Juventud en cooperación con el Comité Olímpico Internacional

Torneos extintos
- Champions Trophy
- Champions Challenge
- Liga Mundial de Hockey
- Hockey Series